# Santiago Santamaría
Santiago Santamaría (22. august 1952 i San Nicolás de los Arroyos, Argentina) - 27. juli 2013) var en argentinsk fodboldspiller (angriber).
Han spillede i to omgange hos Newell's Old Boys i hjemlandet, og var desuden i seks sæsoner i Frankrig, hvor han repræsenterede Stade Reims.
Santamaría spillede desuden ti kampe og scorede to mål for det argentinske landshold. Han deltog ved VM i 1982 i Spanien. Her var han dog kun på banen i to kampe, begge gange som indskifter.